# Капрі-революція
«Капрі-революція» (італ. Capri-Revolution) — франко-італійський фільм-драма 2019 року, поставлений режисером Маріо Мартоне. Світова прем'єра стрічки відбулася 6 вересня 2018 року на 75-му Венеційському міжнародному кінофестивалі, де він брав участь в основній конкурсній програмі та отримав кілька нагород, у тому числі Премію Франческо Пазінетті У 2019 році фільм був номінований у 13 категоріях на здобуття італійської національної кінопремії «Давид ді Донателло» та здобув дві нагороди.

## Сюжет
Події фільму розгортаються у 1914 році. Італія ось-ось вступить у Першу світову війну. На тлі глобальної загрози, що нависла над світом, на острові Капрі вирують зовсім інші пристрасті. Сюди, немов магнітом, притягує молодих романтиків, письменників, художників і революціонерів, таких як російські емігранти під керівництвом Максима Горького, які готують майбутню революцію. А ще острів має свою, сильну ідентичність, яка втілена у дівчині, капрійці на ім'я Люсія (Маріанна Фонтана), яка зустрічає тут чарівного лідера комуни Сейбу і молодого лікаря Карло.

## У ролях
| • Маріанна Фонтана      | … | Люсія          |
| • Рейну Шолтен ван Ашат | … | Сейбу          |
| • Антоніо Фоллетто      | … | Карло          |
| • Дженна Тіам           | … | Ліліан         |
| • Лола Кламрот          | … | Ніна           |
| • Людовіко Жирарделло   | … | Лука           |
| • Джанлука Ді Дженнаро  | … | Антоніо        |
| • Максиміліан Дірр      | … | Герберт        |
| • Донателла Фінок'яро   | … | мати           |
| • Едуардо Скарпетта     | … | Вінченцо       |
| • Ринат Хісматулін      | … | Максим Горький |

## Знімальна група
- Автори сценарію — Маріо Мартоне, Іпполіта ді Майо
- Режисер-постановник — Маріо Мартоне
- Продюсери — Франческа Чима, Нікола Джуліано
- Продюсер-супервайзер — Джорджо Мальюло
- Оператор — Мікеле Д'Аттаназіо
- Композитори — Саша Ринг, Філіпп Тімм
- Монтаж — Наталі Кристіані, Якопо Куадрі
- Художник-постановник — Джанкарло Музеллі
- Художник-декоратор — Лаура Казаліні
- Звук — Алессандро Занон, Марта Біллінґслі

## Виробництво
Маріо Мартоне черпав натхнення для фільму з життя німецького художника Карла Вільгельма Діфенбаха.
Основна стадія знімального процесу розпочалася 24 серпня 2017 року в Сан-Мауро-Чиленто, Італія. Зйомки проходили також на Капрі, в Гаета та Чиленто. Фільм був знятий під робочою назвою «Капрі-акумулятор», натхненнj. однойменною концепт-артною роботою 1985 року Йозефа Бойса.

## Реліз
Світова прем'єра стрічки відбулася 6 вересня 2018 року на 75-му Венеційському міжнародному кінофестивалі, де він брав участь в основній конкурсній програмі. Вихід стрічки в італійський кінопрокат запланований дистриб'юторською компанією «01 Distribution» на 12 грудня 2018 року.

## Нагороди та номінації
| Список нагород та номінацій                 | Список нагород та номінацій | Список нагород та номінацій                | Список нагород та номінацій    | Список нагород та номінацій | Список нагород та номінацій |
| Кінофестиваль/Кінопремія                    | Рік                         | Категорія                                  | Номінант(и)                    | Результат                   | Дж                          |
| ------------------------------------------- | --------------------------- | ------------------------------------------ | ------------------------------ | --------------------------- | --------------------------- |
| 75-й Венеційський міжнародний кінофестиваль | 2018                        | Золотий лев                                | Капрі-революція                | Номінація                   | [ 1 ]                       |
| 75-й Венеційський міжнародний кінофестиваль | 2018                        | Премія Франческо Пазінетті                 | Капрі-революція                | Перемога                    | [ 12 ]                      |
| 75-й Венеційський міжнародний кінофестиваль | 2018                        | Премія «Золотий фільм» — Найкраща кравчиня | Катя Швейгль                   | Перемога                    |                             |
| Премія «Давид ді Донателло»                 | 27.03.2019                  | Найкращий режисер                          | Маріо Мартоне                  | Номінація                   | [ 6 ]                       |
| Премія «Давид ді Донателло»                 | 27.03.2019                  | Найкраща акторка                           | Маріанна Фонтана               | Номінація                   | [ 6 ]                       |
| Премія «Давид ді Донателло»                 | 27.03.2019                  | Найкраща акторка другого плану             | Донателла Фінок'яро            | Номінація                   | [ 6 ]                       |
| Премія «Давид ді Донателло»                 | 27.03.2019                  | Найкращий оператор                         | Мікеле Д'Аттанасіо             | Номінація                   | [ 6 ]                       |
| Премія «Давид ді Донателло»                 | 27.03.2019                  | Найкраща музика до фільму                  | Apparat та Філіпп Тімм         | Перемога                    | [ 6 ]                       |
| Премія «Давид ді Донателло»                 | 27.03.2019                  | Найкраща оригінальна пісня                 | «Araceae»                      | Номінація                   | [ 6 ]                       |
| Премія «Давид ді Донателло»                 | 27.03.2019                  | Найкраще художнє оформлення                | Джанкарло Муселлі              | Номінація                   | [ 6 ]                       |
| Премія «Давид ді Донателло»                 | 27.03.2019                  | Найкращий дизайн костюмів                  | Урсула Пацак                   | Перемога                    | [ 6 ]                       |
| Премія «Давид ді Донателло»                 | 27.03.2019                  | Найкращий грим                             | Алессандро Д'Анна              | Номінація                   | [ 6 ]                       |
| Премія «Давид ді Донателло»                 | 27.03.2019                  | Найкращі зачіски                           | Гаетано Паніко                 | Номінація                   | [ 6 ]                       |
| Премія «Давид ді Донателло»                 | 27.03.2019                  | Найкращий монтаж                           | Наталі Кристіані, Якопо Куадрі | Номінація                   | [ 6 ]                       |
| Премія «Давид ді Донателло»                 | 27.03.2019                  | Найкращий звук                             |                                | Номінація                   | [ 6 ]                       |
| Премія «Давид ді Донателло»                 | 27.03.2019                  | Найкращі візуальні ефекти                  | Сара Паезані, Родольфо Мільярі | Номінація                   | [ 6 ]                       |